# Бленна
Бленна (пол. Błenna) — село в Польщі, у гміні Ізбиця-Куявська Влоцлавського повіту Куявсько-Поморського воєводства.
Населення — 381 особа (2011).
У 1975-1998 роках село належало до Влоцлавського воєводства.

## Демографія
Демографічна структура станом на 31 березня 2011 року:
|          | Загалом | Допрацездатний вік | Працездатний вік | Постпрацездатний вік |
| -------- | ------- | ------------------ | ---------------- | -------------------- |
| Чоловіки | 190     | 38                 | 123              | 29                   |
| Жінки    | 191     | 38                 | 103              | 50                   |
| Разом    | 381     | 76                 | 226              | 79                   |